# Asplenium filidens
Asplenium filidens är en svartbräkenväxtart som beskrevs av Garth Brownlie.
Asplenium filidens ingår i släktet Asplenium och familjen Aspleniaceae. Inga underarter finns listade i Catalogue of Life.